# Episodi di Zatch Bell!
Questa pagina contiene la lista degli episodi della serie televisiva anime Zatch Bell!.
I 150 episodi della serie furono trasmessi per la prima volta in Giappone dal 6 aprile 2003 al 26 marzo 2006 su Fuji TV. Viz Media ha acquisito i diritti per l'edizione inglese, diffusa al di fuori del Giappone, che presenta pesanti censure e riadattamenti per un pubblico più infantile. Tale edizione è stata importata anche in Italia ed è stata trasmessa dal 7 gennaio 2008 su Cartoon Network e in chiaro su Boing da giugno 2008. In entrambi i casi la trasmissione si è interrotta all'episodio 104.

## Lista episodi
| Nº  | Titolo italiano Giapponese 「Kanji」 - Rōmaji - Traduzione letterale | In onda           | In onda          |
| Nº  | Titolo italiano Giapponese 「Kanji」 - Rōmaji - Traduzione letterale | Giapponese        | Italiano         |
| 1   | Il ragazzo del fulmine 「魔界から来た電撃少年」 - makai kara kita dengeki shōnen – "Il ragazzo del fulmine venuto dal mondo dei demoni" | 6 aprile 2003     | 7 gennaio 2008   |
| 1   | Kiyo Takamine incontra un ragazzino di nome Zatch Bell, mandato in Giappone dal padre di Kiyo per aiutarlo a fare più vita sociale, e vedere se riusciva a capire cosa c'era scritto sul libro di Zatch, visto che è un ragazzo molto intelligente. Zatch Bell, grazie all'aiuto di Kiyo che legge una specie di formula "magica" sul suo libro chiamata "Zaker", può sparare fulmini dalla bocca e grazie a questo potere riesce a battere una coppia di ragazzi di nome Eido, un ragazzo a cui piace skeitare in aria, e un ragazzino simile a Zatch di nome Hyde, che riesce a controllare il vento grazie al suo libro e all'incantesimo "Jiker". |                   |                  |
| 2   | Incantesimo di ghiaccio 「氷結呪文ギコルVSザケル」 - hyōketsu jumon gikoru vs zakeru – "Gikoru, l'incantesimo del gelo, contro Zakeru" | 13 aprile 2003    | 8 gennaio 2008   |
| 2   | Zatch e Kiyo danno inizio al piano che Zatch chiama "Operazione Eroi della Giustizia" per combattere i bulli della scuola di Kiyo e, durante questa "operazione", incontrano un altro ragazzino simile a Zatch di nome Reycom, che usa incantesimi di ghiaccio come il "Gikor", e il suo compagno Hosokawa, un ladro. Questi due stavano compiendo una rapina alla banca di Mochinoki in cui era compresa una ragazza amica di scuola di Kiyo di nome Suzy, ma Zatch e Kiyo sventano il pericolo grazie al fulmine "Zaker" di Zatch, salvando gli ostaggi e Suzy. |                   |                  |
| 3   | Il secondo incantesimo 「第二の術ラシルド!」 - daini no jutsu rashirudo ! – "La seconda tecnica, Rashield!" | 20 aprile 2003    | 9 gennaio 2008   |
| 3   | Grazie al suo eroico gesto di aver salvato la banca e sventato una rapina, Kiyo diventa famosissimo a scuola finendo addirittura sul giornale. Nel tardo pomeriggio però si ritrovano ad affrontare Reycom e Hosokawa, i ladri del giorno precedente, che vogliono sfidarli ad una battaglia due contro due. Durante il combattimento Hosokawa spiegherà come incontrò Reycom e come fa ad usare gli incantesimi: grazie al suo odio. Il combattimento non procede per il meglio: gli avversari sono forti e usano incantesimi di secondo livello (il loro "Freezudo"). Ma Kiyo si ricorda del nuovo incantesimo. Kiyo prova ad usarlo e funziona: il secondo incantesimo è uno scudo elettrico enorme che blocca l'attacco avversario e glielo rispedisce indietro con una scarica di fulmini, chiamato "Rashield". Con questo incantesimo riescono a battere i due, bruciando il loro libro blu, ma dopo succede una cosa strana: Reycom cerca di estinguere le fiamme del suo libro rischiando di ustionarsi e, poco dopo, sparisce nel nulla. |                   |                  |
| 4   | La battaglia dei Mamodo 「100人の魔物の戦い」 - 100 nin no mamono no tatakai – "La battaglia dei 100 demoni" | 27 aprile 2003    | 10 gennaio 2008  |
| 4   | Durante questo episodio Zatch scoprirà di non essere un ragazzino normale,cosa che sconvolgerà anche Kiyo. Al parco Zatch, per farsi degli amici, si metterà in mostra provando a lanciare uno dei suoi fulmini dalla bocca, ma non può farcela da solo e quindi chiederà aiuto a Kiyo, il quale rifiuterà. Ne segue una discussione fra i due e Kiyo, stanco di Zatch, lo lascia abbandonato per strada. Per strada Zatch incontrerà un cagnolino che diventerà il suo nuovo amico. Mentre a casa di Kiyo bussa alla porta una strana coppia composta da una ragazza di nome Sherry e da un ragazzo simile a Zatch chiamato Brago. Sherry spiega a Kiyo spiega chi è Zatch e cos'è la battaglia dei mamodo, dopo di che lo persuade a consegnargli il libro ma Kiyo, non accettando, viene colpito da un incantesimo di Brago: il "Reis". Intanto, sempre in casa di Kiyo, si scopre che il cagnolino amico di Zatch non è altro che un altro mamodo crudele che, usando l'incantesimo "Doruk", rivela le sue vere sembianze e attacca Zatch. |                   |                  |
| 5   | Il Mamodo oscuro 「黒い刺客ブラゴとシェリー」 - kuroi shikaku burago to shieri – "Brago, l'assassino oscuro, e Sherry" | 4 maggio 2003     | 11 gennaio 2008  |
| 5   | Continua la battaglia tra Zatch e Gofure (il cane che aveva fatto finta di essere amico di Zatch), ma stavolta interviene Kiyo, che non riuscirà ad aiutare Zatch, riuscirà solo a ferirsi gravemente. Quando Gofure stava per sferrare il colpo di grazia, interviene Brago che usa il suo Reis per respingerlo,facendo scappare il suo compagno umano. Finita una battaglia ne incomincia un'altra, ma sta volta contro un avversario incredibilmente più potente. Brago usa incantesimi molto potenti, massacrando Kiyo, sottomettendolo anche a un'intensa gravità (il suo incantesimo Gravirei). La stessa sorte toccherà a Zatch. Durante la battaglia Zatch e Kiyo diventeranno amici riuscendo a far brillare d'oro il loro libro rosso. Grazie a questo riescono a sfoderare il loro "Zaker" più potente finora che riesce a bloccare il "Gigano Reis" di Brago. Dopo questo Kiyo sviene e Sherry risparmia il loro libro andandosene via. |                   |                  |
| 6   | La sparizione del libro rosso 「消えた赤い魔本」 - kie ta akai ma hon – "Il libro rosso perduto degli incantesimi" | 11 maggio 2003    | 12 gennaio 2008  |
| 6   | Kiyo è ricoverato in ospedale a causa dello scontro con Brago e Sherry.Condivide la stanza con un ragazzo di nome Yuta, che si è rotto una gamba e che è in ospedale oramai da sei mesi. Kiyo rimprovera Yuta di non mangiare salutarmente e per questo non guarisce. Yuta se la prenderà così tanto che arriverà a nascondere il libro rosso e di minacciare di bruciarlo, ignaro di quello che potrebbe succedere a Zatch. Ma sarà proprio Zatch che darà una scossa emotiva dicendogli che non vuole che Yuta rimanga ancora in ospedale, quindi Yuta gli ridarà il libro; nonostante ciò Yuta cadrà dal tetto, ma Zatch e Kiyo lo salveranno e diventeranno amici. |                   |                  |
| 7   | Follia Botanica 「植物園の決闘」 - shokubutsuen no kettō – "Battaglia decisiva al giardino botanico" | 18 maggio 2003    | 13 gennaio 2008  |
| 7   | Zatch, Kiyo e Suzy vanno in gita al giardino botanico in città, dove incontreranno una vecchia amica di Kiyo di nome Haivy, padrona del giardino botanico. Durante la gita, incontreranno un mamodo che controlla le piante di nome Sugino, e il suo compagno Haru. Usando il "Juron" riescono a controllare le piante, intrappolando i visitatori del giardino e Haivy, ma Zatch e Kiyo li salveranno distruggendo le radici, ma usando troppi "Zaker" e quindi sprecando energia. I nemici sfrutteranno questo vantaggio, ma Kiyo riuscirà a ritrovare le forze sapendo che i suoi amici credono in lui e utilizzerà "Rashield" respingendo il "Raaja Jugaron" degli avversari e bruciando il loro libro. |                   |                  |
| 8   | Una Mamodo gentile 「やさしい魔物コルル」 - yasashii mamono koruru – "Koruru, il demone gentile" | 25 maggio 2003    | 14 gennaio 2008  |
| 8   | Lori, una ragazza molto gentile, ma che viene sempre ignorata dalla propria famiglia, incontra Kolulu, una piccola mamodo di 6 anni che è molto dolce e odia combattere. Il giorno dopo Kolulu incontra Zatch al parco e ci fa amicizia. Nel tardo pomeriggio, però, Lori riesce a leggere il primo incantesimo di Kolulu: il Zeruk, che la farà diventare un vero e proprio mostro senza controllo, quindi Lori deciderà di non leggere mai più i suoi incantesimi. Il giorno seguente Kiyo viene a sapere del disastro provocato da Kolulu. Che è finito sul telegiornale; al parco Lori si vede obbligata ad usare Zeruk perché un camion enorme sta per investire Kolulu. Infatti ancora una volta Kolulu va fuori controllo e devasta il parco, dopo di che inizia la battaglia contro Zatch, e Kolulu apprende Zerusen. Ma Lori alla fine riuscirà a farla tornare normale. Il libro di Kolulu verrà bruciato, su sua richiesta, da Kiyo, che farà usare a Zatch Zaker. In quel momento Zatch promette che diventerà un re benevolo. |                   |                  |
| 9   | Il terzo incantesimo 「第三の術ジケルド」 - daisan no jutsu jikerudo – "La terza tecnica, Jikerudo" | 1º giugno 2003    | 15 gennaio 2008  |
| 9   | Kiyo e Zatch scoprono sul libro un terzo incantesimo Jikerdor che tuttavia non funziona dopo averlo pronunciato parecchie volte. In seguito incontrano Fein un Mamodo che dopo aver distrutto un bar decide di attaccarli e in seguito apprende |                   |                  |
| 10  | L'élite dei Mamodo 「エリート魔物エシュロス」 - erito mamono eshurosu – "Eshros, il demone d'élite" | 8 giugno 2003     | 16 gennaio 2008  |
| 10  | Zatch incontra un uomo gentile chiamato Shin un uomo che però vuole distruggere la sua vecchia scuola per la sua triste infanzia, ha un mamodo di nome Eshros che vuole sfruttarlo solo per diventare re |                   |                  |
| 11  | Folgore l'invincibile 「無敵フォルゴレ」 - muteki forugore – "Folgore l'invincibile" | 15 giugno 2003    | 17 gennaio 2008  |
| 11  | Zatch dopo essere tornato dall'aqua per prendere un tonno trova un Kiyo con un naso lunghissimo ma in realtà il vero sta legato di sopra. Dopo essere riuscito a liberarsi il falso si rivela un mamodo di nome Kanchome, un mamodo debole, Parco Folgore |                   |                  |
| 12  | Il passato di Sherry 「シェリー運命の狂詩曲」 - shieri unmei no kyōshikyoku – "Rapsodia del destino di Sherry" | 22 giugno 2003    | 18 gennaio 2008  |
| 12  | Sherry ricorda il suo passato con la sua amica Koko, una ragazza povera ma dal cuore gentile ma che in seguito fu manipolata da un crudele mamodo di nome Zofis, mentre Brago aveva appreso Ion Gravirei |                   |                  |
| 13  | La rivincita 「対決ガッシュ対ハイド」 - taiketsu gasshu tsui haido – "Confronto: Gash contro Hyde" | 6 luglio 2003     | 19 gennaio 2008  |
| 13  | Hyde e Eido vogliono la rivincita su Zatch e Kiyo e prendono i loro amici come ostaggi. |                   |                  |
| 14  | La ragazzina e la popstar 「おてんばティオとアイドル恵」 - otenba teio to aidoru megumi – "Tio il maschiaccio e Megumi l'idol" | 13 luglio 2003    | 20 gennaio 2008  |
| 14  | Zatch incontra Tia e Megumi la padrona del suo libro, Tia una bambina che non si fida più di nessuno a causa di Maruss, un mamodo malvagio che un tempo era suo amico. |                   |                  |
| 15  | Un nuovo patto 「ガッシュとティオの新たなる誓い」 - gasshu to teio no arata naru chikai – "Un nuovo patto tra Gash e Tio" | 20 luglio 2003    | 21 gennaio 2008  |
| 15  | Zatch sconfigge Maruss e fa un patto con Tia |                   |                  |
| 16  | L'invulnerabile Robnos 「冷凍庫対決 不死身のロブノス」 - reitōko taiketsu fujimi no robunosu – "Scontro gelido con Robnos l'invincibile" | 27 luglio 2003    | 22 gennaio 2008  |
| 17  | Sorpresa al curry 「清麿のカレーな夏休み」 - kiyomaro no kare na natsuyasumi – "Vacanze di primavera al curry per Kiyomaro" | 3 agosto 2003     | 23 gennaio 2008  |
| 18  | Tutti a Londra 「追え! ロンドンのチチもげ魔」 - oe ! rondon no chichi moge ma – "All'inseguimento! Il demone palpatore di seni di Londra" | 10 agosto 2003    | 24 gennaio 2008  |
| 18  | Kiyo e Zatch arrivano a Londra per andare a trovare il padre ma incontrano Kanchome che è disperatamente in cerca di Folgore. |                   |                  |
| 19  | Il castello maledetto 「悪の花咲く呪いの城」 - aku no hanasaki ku noroi no shiro – "Il castello maledetto in cui sbocciano fiori demoniaci" | 17 agosto 2003    | 25 gennaio 2008  |
| 19  | Un ragazzino di nome Kory ruba la valigia di Kiyo e Zatch ma dopo averla ripresa faranno amicizia, in seguito vanno a cercare il padre di kiyo ma trovano la sua stanza a soqquadro con degli indizi un'impronta e un fiore, Si scopre che questo fiore proviene da un castello maledetto dove sono imprigionati i genitori di Kory. |                   |                  |
| 20  | I fiori del male 「大崩壊! バルトロの逆襲」 - dai hōkai ! barutoro no gyakushū – "Collasso! Il contrattacco di Bartolo" | 24 agosto 2003    | 26 gennaio 2008  |
| 21  | Un altro Zatch 「もうひとりのガッシュ」 - mōhitorino gasshu – "L'altro Gash" | 31 agosto 2003    | 27 gennaio 2008  |
| 22  | Il Mamodo che danza 「踊りつづける緑の戦士」 - odori tsudukeru midori no senshi – "Il cavaliere verde danzante" | 7 settembre 2003  | 28 gennaio 2008  |
| 23  | Vai, Ponygon! 「メルメルメ〜! 燃えよウマゴン」 - merumerume ~ ! moe yo umagon – "Merumerumee! Umagon all'attacco" | 14 settembre 2003 | 29 gennaio 2008  |
| 24  | Apollo il viaggiatore 1ª parte 「自由の旅人アポロ」 - jiyū no tabibito aporo – "Apollo, il viaggiatore libero" | 21 settembre 2003 | 30 gennaio 2008  |
| 25  | Apollo il viaggiatore 2ª parte 「決戦! 勝利への執念」 - kessen ! shōri heno shūnen – "Battaglia decisiva! La tenacia che porta alla vittoria" | 28 settembre 2003 | 31 gennaio 2008  |
| 26  | Una giornata con Zatch 「ガッシュの一日」 - gasshu no tsuitachi – "Una giornata con Gash" | 5 ottobre 2003    | 1º febbraio 2008 |
| 27  | Danny Boy 「わが息子ダニー」 - waga musuko dani – "Figlio mio, Danny" | 12 ottobre 2003   | 1º marzo 2008    |
| 28  | L'avventura di Tia e Megumi 「ティオと恵の大冒険」 - teio to meguno daibōken – "La grande avventura di Tio e Megumi" | 19 ottobre 2003   | 2 marzo 2008     |
| 29  | La battaglia al parco dei divertimenti 「激闘! 遊園地バトル」 - gekitō! yūenchi batoru – "Scontro! Battaglia al parco dei divertimenti" | 26 ottobre 2003   | 3 marzo 2008     |
| 30  | Zatch e Tia fanno squadra 「ガッシュとティオ 最強のコンビネーション」 - gasshu to teio saikyō no konbineshon – "Gash e Tio, la potentissima combinazione" | 2 novembre 2003   | 4 marzo 2008     |
| 31  | Una nuova graziosa studentessa 「魔鏡編 カワイイ転校生!」 - makyō hen kawaii tenkōsei ! – "Capitolo dello specchio magico: una nuova graziosa studentessa" | 9 novembre 2003   | 5 marzo 2008     |
| 32  | Il segreto di Shion 「魔鏡編 詞音の悲しき秘密」 - makyō hen shion no kanashi ki himitsu – "Capitolo dello specchio magico: il doloroso segreto di Shion" | 16 novembre 2003  | 6 marzo 2008     |
| 33  | La ricomposizione dello specchio 「魔鏡編 三つのかけらがそろう時」 - makyō hen mittsu nokakeragasorō toki – "Capitolo dello specchio magico: è tempo di assemblare i tre frammenti" | 23 novembre 2003  | 7 marzo 2008     |
| 34  | Lacrime al tramonto 「魔鏡編 夕日に染まった涙」 - makyō hen yūhi ni soma tta namida – "Capitolo dello specchio magico: lacrime al tramonto" | 30 novembre 2003  | 8 marzo 2008     |
| 35  | L'ultima battaglia per lo specchio 「魔鏡編 灼熱の最終決戦」 - makyō hen shakunetsu no saishūkessen – "Capitolo dello specchio magico: l'incandescente battaglia finale" | 7 dicembre 2003   | 9 marzo 2008     |
| 36  | Zatch contro Naomi 「激突! ガッシュVSナオミちゃん」 - gekitotsu! gasshu vs naomi chan – "Assalto! Gash contro Naomi" | 14 dicembre 2003  | 10 marzo 2008    |
| 37  | Battaglia ad Hong Kong 1ª parte 「愛をつらぬけ! 香港純愛娘」 - ai o tsuranuke! honkon jun'ai musume – "L'amore trionfa! La ragazza genuinamente innamorata di Hong Kong" | 21 dicembre 2003  | 11 marzo 2008    |
| 38  | Battaglia ad Hong Kong 2ª parte 「恋の鉄拳! ゴウ・バウレン」 - koi no tekken! gō bauren – "Il pugno di ferro dell'amore! Go Bauren" | 28 dicembre 2003  | 12 marzo 2008    |
| 39  | Il cacciatore invisibile 「絶体絶命! 姿なき狩人」 - zettaizetsumei! sugata naki kariudo – "Situazione disperata! Il cacciatore invisibile" | 11 gennaio 2004   | 13 marzo 2008    |
| 40  | Kanchome fratello maggiore 「キャンチョメ、兄ちゃんになる」 - kyanchome, niichan ninaru – "Kanchome, fratello maggiore" | 18 gennaio 2004   | 14 marzo 2008    |
| 41  | Kanchome l'invincibile 「大逆転! 無敵キャンチョメ」 - daigyakuten! muteki kyanchome – "Contrattacco! Kanchome l'invincibile" | 25 gennaio 2004   | 15 marzo 2008    |
| 42  | Nemici freddi come il ghiaccio 「非情なる敵 ゼオンとデュフォー」 - hijōnaru teki zeon to dyufō – "Nemici crudeli, Zeon e Dufour" | 1º febbraio 2004  | 16 marzo 2008    |
| 43  | Joe Mantide:l'eroe della giustizia 「正義のヒーロー カマキリジョー」 - seigi no hīrō kamakiri jō – "L'eroe della giustizia, Joe la mantide" | 8 febbraio 2004   | 17 marzo 2008    |
| 44  | Sfida a duello 「バリーからの挑戦状」 - bari karano chōsenjō – "Sfida con Bari" | 15 febbraio 2004  | 18 marzo 2008    |
| 45  | Zatch contro Bari 「果てしなき死闘 ガッシュVSバリー」 - hate shinaki shitō gasshu vs bari – "Battaglia senza stregua, Gash contro Bari" | 22 febbraio 2004  | 19 marzo 2008    |
| 46  | Chiamata per Ponygon 「メルメルメ〜! ウマゴン危機一髪!?」 - merumerume~! umagon kikiippatsu !? – "Merumerumee! Il momento decisivo di Umagon!?" | 29 febbraio 2004  | 20 marzo 2008    |
| 47  | Ruggiti nella neve 「雪原鳴動!! 王者の風格」 - setsugen meidō!! ōja no fūkaku – "Ruggiti nella neve!! Lo stile di un campione" | 7 marzo 2004      | 21 marzo 2008    |
| 48  | Il mistero delle tavole di pietra 「忍びよる邪悪! 石版の謎」 - shinobi yoru jaaku! sekiban no nazo – "Il male che striscia! Mistero delle litografie" | 14 marzo 2004     | 22 marzo 2008    |
| 48  | Kiyo trova una tavola di pietra simile a quella vista in Inghilterra con suo padre e cerca di studiarla mentre Zatch e Tia si allenano, in seguito la tavola viene rubata. |                   |                  |
| 49  | Il Dottor Rebus e i magnifici 12 「ナゾナゾ博士と12人の刺客」 - nazonazo hakase to 12 nin no shikaku – "Il Dr.Rebus e i 12 assassini" | 21 marzo 2004     | 22 marzo 2008    |
| 50  | Il sesto incantesimo 「発動! 第六の術ラウザルク!!」 - hatsudō! dairoku no jutsu rauzaruku!! – "Invocazione! Il sesto incantesimo, Rauzaruk" | 28 marzo 2004     | 23 marzo 2008    |
| 51  | Il mamodo con la maschera 「強襲!! 仮面の悪魔ロード」 - kyōshū!! kamen no akuma rodo – "Tempesta!! Il grande demone mascherato" | 4 aprile 2004     | 24 marzo 2008    |
| 51  | Zatch e Kiyo ricevono un invito di una festa in maschera, tuttavia si rivela una trappola di un mamodo mascherato chiamato Milordo Z che ha radunato tutte le tavole di pietra e li ha fatti resuscitare. |                   |                  |
| 52  | Il mio amato Zatch 「愛しのガッシュ! 私はパティ!」 - itoshi no gasshu! watashi wa pati! – "Il mio amato Gash! Io sono Patty!" | 11 aprile 2004    | 25 marzo 2008    |
| 53  | So Giaku, il drago d'acqua 「ガッデーーーーム!! 怒りの水龍」 - gaddeeeeemu!! ikari no mizu ryuuū – "Goddaaaamn!! L'iracondo drago dell'acqua" | 18 aprile 2004    | 22 dicembre 2008 |
| 54  | Zatch contro Kiyo 「公園ファイト! ガッシュVS清麿!?」 - kōen faito! gasshu vs kiyomaro!? – "Battaglia al parco! Gash contro Kiyomaro!?" | 25 aprile 2004    | 23 dicembre 2008 |
| 55  | Il ritorno di Penny 「パティ逆襲!! とき放たれた刺客たち」 - pati gyakushū !! toki hōtta reta shikaku tachi – "Patty alla ribalta!! Assassini a piede libero" | 2 maggio 2004     | 24 dicembre 2008 |
| 56  | Saifogeo! La luce della speranza 「希望の光・サイフォジオ」 - kibō no hikari . saifojio – "La luce della speranza, Saifogeo" | 9 maggio 2004     | 25 dicembre 2008 |
| 57  | I padroni del silenzio 「熱砂の闘い ブラゴVS静寂の三闘士」 - netsu suna no tatakai burago vs seijaku no san tōshi – "Battaglia sulla sabbia ardante, Brago contro i tre cavalieri silenti" | 16 maggio 2004    | 26 dicembre 2008 |
| 58  | Tutti contro Milordo Z 「打倒ロード! それぞれの決意」 - datō rodo ! sorezoreno ketsui – "Tutti contro Milordo Z" | 23 maggio 2004    | 29 dicembre 2008 |
| 59  | Il ritorno di Folgore 「突入デボロ遺跡! キャンチョメ大作戦!!」 - totsunyū deboro iseki ! kyanchome daisakusen !! | 30 maggio 2004    | 30 dicembre 2008 |
| 60  | Nel labirinto del nemico 「攻防! 激流の迷宮」 - kōbō ! gekiryū no meikyū | 6 giugno 2004     | 31 dicembre 2008 |
| 61  | Incantesimo di Dolore 「一千年の悲しき呪縛」 - issen nen no kanashi ki jubaku | 13 giugno 2004    | 1º gennaio 2009  |
| 62  | Il magnifico Victoream! 「Vの衝撃 ベリーメロン!!」 - v no shōgeki berimeron !! | 20 giugno 2004    | 2º gennaio 2009  |
| 63  | L'ira di Victoream 「ブルァアア!! 紳士怒りのチャーグル」 - buruaaa !! shinshi ikari no chaguru | 27 giugno 2004    | 5 gennaio 2009   |
| 64  | La battaglia sulla sabbia 「猛攻ダルモス! 砂上の決死戦」 - mōkō darumosu ! sajō no kesshi sen | 4 luglio 2004     | 6 gennaio 2009   |
| 65  | Ponygon, veloce come il fulmine 「メルメルメ〜! ウマゴン電光石火!!」 - merumerume ~ ! umagon denkōsekka !! | 11 luglio 2004    | 7 gennaio 2009   |
| 66  | Il libro rosso della promessa 「守り抜け! 約束の赤い魔本」 - mamori nuke ! yakusoku no akai ma hon | 18 luglio 2004    | 8 gennaio 2009   |
| 67  | Il ritorno dei magnifici dodici 「すばらしきかなマジョスティック12」 - subarashikikana majosuteikku 12 | 1º agosto 2004    | 9 gennaio 2009   |
| 68  | La confessione di Tia 「暴走!? ティオの告白大作戦!」 - bōsō !? teio no kokuhaku daisakusen ! | 8 agosto 2004     | 12 gennaio 2009  |
| 69  | Nella tela di Zofis 「撃破せよ! 邪悪なるゾフィスの野望」 - gekiha seyo ! jaaku naru zofisu no yabō | 15 agosto 2004    | 13 gennaio 2009  |
| 70  | I quattro mamodo supremi 「絶体絶命!! 立ちふさがる四天王」 - zettaizetsumei !! tachi fusagaru shitennō | 22 agosto 2004    | 14 gennaio 2009  |
| 71  | Il coraggio di Wonrei 「愛すればこそ…うなれ哀しみの猛虎爆裂拳」 - aisu rebakoso ... unare kanashi mino mōko bakuretsu kobushi | 29 agosto 2004    | 15 gennaio 2009  |
| 72  | Il terribile Belgim 「歌え歌え! 恐怖のベルギム・E・O」 - utae utae ! kyōfu no berugimu . e . o | 5 settembre 2004  | 16 gennaio 2009  |
| 73  | Dottor Rebus, sarai sempre il mio re 「ありがとう僕の王様 ミコルオ・マ・ゼガルガ」 - arigatō boku no ōsama mikoruo . ma . zegaruga | 12 settembre 2004 | 19 gennaio 2009  |
| 74  | Pamoon, il guerriero celeste 「閃光乱舞! 孤高の戦士パムーン」 - senkō ranbu ! kokō no senshi pamun | 19 settembre 2004 | 20 gennaio 2009  |
| 75  | Liberati da mille anni di sofferenze 「打ち砕け! 封印千年 屈辱の記憶」 - uchi kudake ! fūin sennen kutsujoku no kioku | 26 settembre 2004 | 21 gennaio 2009  |
| 76  | Il ritorno del perfido Zofis 「逃げ道なし!! 卑劣なるゾフィス再臨」 - nigemichi nashi !! hiretsu naru zofisu sai rin | 3 ottobre 2004    | 22 gennaio 2009  |
| 77  | Il ritorno di Sherry e Brago 「シェリー気高き輪舞 炸裂バベルガ・グラビドン」 - shieri ketaka ki rinbu sakuretsu baberuga . gurabidon | 10 ottobre 2004   | 23 gennaio 2009  |
| 78  | La grande paura di Laila 「もう戻らない! レイラの孤独な闇」 - mō modora nai ! reira no kodoku na yami | 17 ottobre 2004   | 1º marzo 2009    |
| 79  | L'ultimo dei quattro mamodo supremi 「うごめく悪魔 最後の四天王登場」 - ugomeku akuma saigo no shitennō tōjō | 24 ottobre 2004   | 2 marzo 2009     |
| 80  | Demolt, il guerriero pazzo! 「野獣デモルト! 戦慄の雄叫び」 - yajū demoruto ! senritsu no osu sakebi | 31 ottobre 2004   | 3 marzo 2009     |
| 81  | Vinceremo ad ogni costo 「勝機を求めて…湧きあがれふたりの闘志」 - shōki wo motome te ... waki agarefutarino tōshi | 7 novembre 2004   | 4 marzo 2009     |
| 82  | L'addio di Penny 「わがままパティ 惜別のスオウ・ギアクル!!」 - wagamama patei sekibetsu no suō . giakuru !! | 14 novembre 2004  | 5 marzo 2009     |
| 83  | Zagurzem, il settimo incantesimo! 「熱き思いよとどけ! 第7の術ザグルゼム」 - atsuki omoi yotodoke ! dai 7 no jutsu zaguruzemu | 21 novembre 2004  | 6 marzo 2009     |
| 84  | La battaglia finale con Demolt! 「凶獣デモルト最終決戦!!」 - kyō kemono demoruto saishūkessen !! | 28 novembre 2004  | 9 marzo 2009     |
| 85  | Il segreto di Koko 「迷えるシェリー断ち切れぬ絆!」 - mayoe ru shieri tachi kire nu kizuna ! | 5 dicembre 2004   | 10 marzo 2009    |
| 86  | Tutti uniti contro Zofis! 「逆襲のゾフィス 友情の最終決戦!!」 - gyakushū no zofisu yūjō no saishūkessen !! | 12 dicembre 2004  | 11 marzo 2009    |
| 87  | Salviamo Koko 「思いよココに届け! シェリー渾身のディオガグラビドン!!」 - omoi yo koko ni todoke ! shieri konshin no deiogagurabidon !! | 19 dicembre 2004  | 12 marzo 2009    |
| 88  | Un nuovo Addio 「シェリー・ブラゴ 新たなる門出」 - shieri . burago arata naru kadode | 26 dicembre 2004  | 16 marzo 2009    |
| 89  | Il ritorno del magnifico Sir Victoream 「新春スペシャル 華麗なるVよ再び!!」 - shinshun supesharu karei naru v yo futatabi !! | 9 gennaio 2005    | 17 marzo 2009    |
| 90  | Compito in classe a sorpresa 「ただいま・・・そして嵐のテストバトル」 - tadaima ... soshite arashi no tesutobatoru | 16 gennaio 2005   | 18 marzo 2009    |
| 91  | Il perfido piano di Naomi 「ナオミちゃんを追跡せよ!!」 - naomi chanwo tsuiseki seyo !! | 23 gennaio 2005   | 19 marzo 2009    |
| 92  | Il dottor Rebus ritrova la speranza 「我が心のキッド ナゾナゾ博士新たなる誓い」 - waga kokoro no kiddo nazonazo hakase arata naru chikai | 30 gennaio 2005   | 20 marzo 2009    |
| 93  | Il richiamo 「異世界からの声! 命運つきた魔物たち!!」 - isekai karano koe ! meiun tsukita mamono tachi !! | 6 febbraio 2005   | 23 marzo 2009    |
| 94  | Il portale dei mondi 「異世界の扉! ガッシュVSブラゴ最強対決」 - isekai no tobira ! gasshu vs burago saikyō taiketsu | 13 febbraio 2005  | 24 marzo 2009    |
| 95  | L'esercito di ferro 「異世界放浪! 襲いかかる鉄の軍団」 - isekai hōrō ! osoi kakaru tetsu no gundan | 20 febbraio 2005  | 25 marzo 2009    |
| 96  | Brago all'attacco... senza Sherry 「異世界決闘! シェリーのいないブラゴ」 - isekai kettō ! shieri noinai burago | 27 febbraio 2005  | 26 marzo 2009    |
| 97  | La vendetta di Magister 「異世界の覇者! 復讐に牙むくマエストロ」 - isekai no hasha ! fukushū ni kiba muku maesutoro | 6 marzo 2005      | 27 marzo 2009    |
| 98  | Battaglia decisiva nell'intermondo 「異世界大決闘! ガッシュ・ブラゴ二大奥義炸裂」 - isekai dai kettō ! gasshu . burago ni oooku gi sakuretsu | 13 marzo 2005     | 30 marzo 2009    |
| 99  | L'impagabile signorina Moina! 「愛と青春のモンモン先生 清麿悲劇の惨敗」 - ai to seishun no monmon sensei kiyoshi maro higeki no zanpai | 20 marzo 2005     | 31 marzo 2009    |
| 100 | La triste cornamusa di Nicholas 「もげよフォルゴレ! 愛と悲しみのバグパイプ」 - mogeyo forugore ! ai to kanashimi no bagupaipu | 27 marzo 2005     | 2 aprile 2009    |
| 101 | Il ragazzo che parla al vento 「新たなる脅威 風を語る少年 バオウ抹殺!」 - arata naru kyōi kaze wo kataru shōnen baō massatsu ! | 3 aprile 2005     | 3 aprile 2009    |
| 102 | La minaccia del Bao Zakeruga 「月夜の動乱 友情の拳 アース一撃必殺!」 - tsukiyo no dōran yūjō no kobushi asu ichigekihissatsu ! | 10 aprile 2005    | 4 aprile 2009    |
| 103 | Il profumo di Cherish 「テッドの哀歌 風の中の少女 運命の再開」 - teddo no aika kaze no nakano shōjo unmei no saikai | 17 aprile 2005    | 5 aprile 2009    |
| 104 | Suzy contro Megumi 「ライバルはアイドル 恋の火花 鈴芽の勝利??」 - raibaru ha aidoru koi no hibana suzu me no shōri ?? | 24 aprile 2005    | 6 aprile 2009    |
| 105 | 「Q襲! Q極変形? わが名はコーラルQ」 - Q shū! Q kyoku henkei? Waga mei ha Koraru Q – "Il robot Coral Q!" | 1º maggio 2005    | -                |
| 105 | Il mamodo Coral Q, simile ad un robot, sfida Zatch e Kiyo ad un duello. |                   |                  |
| 106 | 「ピンチ到来 逆襲のQ! 全呪文封殺!?」 - Pinchi tōrai gyakushū no Q! Zen jumon fūsatsu!? – "Il contrattacco di Coral Q" | 8 maggio 2005     | -                |
| 106 | Coral Q dimostra di poter riuscire a contrastare gli incantesimi di Zatch, tra cui Zaker, Rashild, Jikerdor, Zakeruga e Rauzaruk. A zatch e Kiyo quindi rimangono solo Zagurzem e Bao Zakeruga. |                   |                  |
| 107 | 「電撃連鎖! 究極進化!? 新たなるバオウ!!」 - Dengeki rensa! Kyūkyoku shinka!? Aratanaru Baō!! – "Il nuovo Bao Zakeruga" | 15 maggio 2005    | -                |
| 107 | Zatch e Kiyo riescono a sconfiggere Coral Q sfruttando una nuova abilità di Zagurzem, la "Reazione a catena". Infatti colpendo con l'incantesimo gli specchi di Coral Q, divenuto un robot gigante di vetro tramite l'incantesimo Ganjirudo Roburon, Zatch e Kiyo evocano poi Bao Zakeruga che rinforzato dai diversi Zagurzem che hanno colpito gli specchi sconfigge il mamodo. Al termine della battaglia Coral Q informa Zatch che ha avvertito la presenza di un mamodo ma che è impossibile che lo sia poiché è gigantesco. Kiyo allora pensa subito che centri qualcosa con la struttura apparsa in televisione, che lui crede provenga dal mondo dei mamodo. |                   |                  |
| 108 | 「ホームシック!? 華と母上 さまよえるガッシュ」 - Hōmushikku!? Hana to hahaue samayoeru Gasshu – "Nostalgia di casa" | 22 maggio 2005    | -                |
| 108 | Zatch avverte nostalgia di casa poiché vuole sapere come è fatta sua madre. Decide così di vedere come si comporta in genere la mamma di Kiyo. Alla fine, nonostante sappia che lei non è realmente sua madre, la considererà la sua mamma per questo periodo sulla Terra. |                   |                  |
| 109 | 「北国の決闘 宿命のライバル ウマゴン氷結!!」 - Kitaguni no kettō shukumei no raibaru umagon hyōketsu!! – "Duello nelle terre del nord" | 29 maggio 2005    | -                |
| 109 | Sunbeam deve andare ad Hokkaido per lavoro e Ponygon lo segue di nascosto con la complicità di Zatch. Durante un'escursione su una montagna i due incontrano Sauza e Karudio, un mamodo molto simile a Ponygon che però controlla il ghiaccio. I due iniziano così ad attaccarli dando il via ad una battaglia che vedrà Ponygon e Sunbeam inizialmente in svantaggio. |                   |                  |
| 110 | 「猛襲カルディオ! 雪原に燃やす闘志 ウマゴン新たな炎」 - Mōshū Karudio! Setsugen ni moyasu tōshi umagon aratana-en – "Ponygon contro Karudio" | 5 giugno 2005     | -                |
| 110 | Continua la battaglia tra Ponygon e Karudio. Quest'ultimo ha quasi messo K.O. Sunbeam con il suo incantesimo di ghiaccio Diogikor Gidoruk mentre Ponygon non riesce nemmeno a scalfirlo. Ma, alla fine, proprio la fiducia di Sunbeam in Ponygon farà sì che appaia un nuovo incantesimo, Diorem Shudoruk grazie al quale Ponygon può controllare il fuoco. Karudio quindi comincerà ad aver timore della determinazione di Ponygon cosa che segnerà la sua sconfitta. Tuttavia il suo libro non viene bruciato in quanto Ponygon fugge prima dal combattimento per salvare Sunbeam, gravemente ferito. |                   |                  |
| 111 | 「踊って! 弾けて! 揺れる! 大空港」 - odotte ! hike te ! yure ru ! daikūkō – "Un grande aeroporto!" | 12 giugno 2005    | -                |
| 111 | Il Dottor Rebus riunisce tutti gli alleati di Zatch e Kiyo (Tia e Megumi, Kanchome e Folgore, Wonrei e Li yen e Ponygon e Sunbeam) per comunicare loro quel che sa della struttura apparsa nell'Eurasia del nord e probabilmente proveniente dal mondo dei mamodo. Durante l'attesa all'aeroporto Zatch e Lady Susan (venuta per accompagnare il dottor Rebus) si perdono e finiscono col battersi con un gruppo di banditi. Quando tutti si sono riuniti a casa di Sunbeam, Lady Susan fa un balletto nel quale, afferma il Dottor Rebus, vi è un'informazione sulla struttura. Nessuno però capisce pensando si tratti uno scherzo tranne Kanchome che, guardando attentamente anche l'immagine della costruzione, comincia ad agitarsi e a tremare, urlando dentro di se che se tale struttura è ciò che pensa lui, allora è arrivata la fine del mondo. |                   |                  |
| 112 | 「回る! 回る! 転ぶ! 転ぶ! 爆裂アイススケート!!」 - mawaru ! mawaru ! korobu ! bakuretsu aisusuketo !! – "Pattinaggio sul ghiaccio" | 19 giugno 2005    | -                |
| 112 | Dopo che tutti sono ripartiti, Zatch non vede l'ora di andare a pattinare poiché qualche giorno prima gli amici di Kiyo gli avevano proposto di andare alla pista di pattinaggio sul ghiaccio. Tutti sono euforici e si allenano duramente. Purtroppo tale felicità sarà stroncata dal fatto che nessuno effettivamente sa pattinare sul ghiaccio. |                   |                  |
| 113 | 「友からの手紙 本を燃やせ!! レインの正体」 - tomo karano tegami hon wo moya se !! rein no shōtai – "Una lettera da un amico" | 26 giugno 2005    | -                |
| 113 | Zatch riceve una lettera da un mamodo che si definisce suo amico, Rein, il quale vuole che bruci il suo libro. Tuttavia, una volta giunti nel luogo prestabilito, non lo trovano anche perché Zatch non ha alcuna memoria del mondo dei mamodo quindi non sa che aspetto Rein abbia. Chiedono così a qualcuno del villaggio dove possono trovarlo trovando però solo dei teppisti che stanno cercando qualcuno che li ha disegnato dei baffi sulla faccia. Solo dopo che vengono visti da Kyle, il bambino compagno umano di Rein, questo li attira su una gru che però comincia a cedere. I tre vengono così salvati da Rein che rivela la sua vera forma (all'inizio dell'episodio infatti Rein ha delle sembianze umane). Rein racconta quindi a Zatch e Kiyo che vuole che l'amico bruci il suo libro perché Kyle è troppo codardo. Rein infatti ha sempre combattuto e sconfitto i suoi avversari con la sua forza e non con l'aiuto di Kyle. Inoltre, afferma che lui non vuole diventare Re, il suo unico obbiettivo è quello di proteggere Kyle. Dopo il racconto Kiyo chiede a Rein se sia lui colui che ha disegnato i baffi sulla faccia di quei teppisti, ma Rein dice di non saperne niente. Nello stesso momento una figura con i baffi guarda l'accampamento di Rein e Kyle. |                   |                  |
| 114 | 「弱虫カイル ヒゲのパピプリオ ロデュウの罠」 - yowamushi kairu hige no papipurio rodeyū no wana – "La grande debolezza di Kyle" | 3 luglio 2005     | -                |
| 114 | Prima di bruciare il libro di Rein, Zatch e Kiyo vogliono cercare di rendere Kyle più coraggioso ma durante l'esercitazione Kyle viene rapito dalla figura misteriosa della puntata precedente che si rivela essere Purio con la sua compagna umana Lupa (già nemici di Zatch), i quali hanno promesso ad un altro mamodo che riusciranno a far sì che Rein si allei con loro. I due portano quindi Kyle sulla spiaggia, seguiti da Zatch, Kiyo e Rein. Inizia così il combattimento tra Zatch e Purio, che è diventato molto più forte anche se non al livello di Zatch, mentre Rein cerca di salvare Kyle che è stato immobilizzato su una roccia dall'incantesimo Dareido di Purio. Ma durante tale azione Rein viene ferito da un altro mamodo, Rodeaux (ossia il mamodo che aveva ordinato a Purio di far divenire Rein loro alleato), molto più cattivo e potente di Purio che comincia a combattere contro Zatch. |                   |                  |
| 115 | 「猛攻ロデュウ 瀕死のレイン 目覚めよカイル」 - mōkō rodeyū hinshi no rein mezame yo kairu – "Il terribile Rodeaux!" | 10 luglio 2005    | -                |
| 115 | Continua la battaglia tra Zatch e Rodeaux, che non si rivela proprio una passeggiata. Rodeaux infatti usa incantesimi molto forti che mettono Zatch in seria difficoltà; inoltre, per mezzo delle sue ali, può anche volare. Zatch decide quindi di sfruttare questo aspetto per cercare di salvare Kyle, ancora immobilizzato per l'effetto dell'incantesimo di Purio, ma quest'ultimo lo intrappola, per mezzo dell'incantesimo Mosureido, all'interno di una nube pruriginosa. Rein, quindi, dopo aver liberato Kyle, decide di combattere anche lui ma senza l'uso degli incantesimi, avendo capito che proteggendo sempre Kyle ha frenato il suo coraggio. Così dopo averlo mandato via per evitare che venga ferito comincia a combattere contro Rodeaux mentre Zatch e Kiyo vengono intrappolati in una rete indistruttibile, frutto dell'incantesimo Amureido di Purio. Nel frattempo però Kyle capisce che non può essere un codardo per sempre e acquista finalmente il suo coraggio, sprigionando una luce intensissima dal libro di Rein. |                   |                  |
| 116 | 「最大呪文炸裂! ガルバドス・アボロディオ レインの夢」 - saidai jumon sakuretsu ! garubadosu . aborodeio rein no yume – "Il desiderio di Rein" | 17 luglio 2005    | -                |
| 116 | Inizia il vero combattimento tra Rodeaux e Rein, ora che Kyle ha finalmente acquisito il suo coraggio mentre Zatch e Kiyo sono ancora intrappolati nella rete di Purio. Rodeaux, tuttavia, non riesce a far fronte agli incantesimi di Rein, che sono troppo forti. Lo scontro finale è quindi tra il Dioga Ragyuuru di Rodeaux e il Garubadosu Aborodio di Kyle. L'incantesimo di quest'ultimo, però, è troppo potente avvolgendo completamente Rodeaux e provocando un'esplosione gigantesca. Dopo che Rodeaux e Chita (la sua partner umana) sono fuggiti, Rein dice finalmente a Zatch che è arrivato il momento di bruciare il suo libro, poiché anche se ora Kyle ha acquisito il suo coraggio, lui non vuole diventare Re e anzi, dice a Zatch che quando lui diverrà Re potrà usare la sua forza come meglio vuole. Dopo aver bruciato il suo libro, Zatch e Kiyo portano Kyle a casa, dove il giovane rimprovera la sua governante, che si era impadronita di tutti i suoi beni, dimostrando di non aver più paura e ringraziando il suo amico Rein per quello che ha fatto per lui. |                   |                  |
| 117 | 「恋愛カンフー 悲劇ウォンレイ 恋歌終章」 - ren'ai kanfu higeki uonrei koiuta shūshō – "Il Kung fu della passione" | 24 luglio 2005    | -                |
| 117 | Wonrei e Li Yen sono felici ma ultimamente Wonrei è un po' strano tanto che decide di abbandonare il lavoro nei campi per andare nel villaggio vicino, seguito di nascosto da Li Yen che crede voglia comprarsi un televisore (nell'episodio 111 infatti Wonrei mostra la volontà di avere un televisore). In seguito lo vede insieme ad una ragazza e ne rimane scioccata. Ma Wonrei sta solo cercando del denaro e si è offerto di diventare la guardia del corpo della ragazza, la quale invece vuole solo rubare l'eredità di Li Yen, poiché suo padre ha lasciato tutto a lei. Quest'ultima allora capite le vere intenzioni di Wonrei lo perdona e insieme battono le altre guardie del corpo della ragazza, che invece scappa via. Al ritorno Wonrei dice a Li Yen che i soldi che cercava erano non per comprare un televisore ma delle scarpe alla fanciulla, che le vengono comunque regalate da Zatch e Kiyo. Nel frattempo Rodeux, seguito da Purio, entra nella strana struttura proveniente dal mondo dei mamodo dove vi è un altro mamodo Riou, che si rivela l'artefice di tutto il piano per far sì che Rein divenisse suo alleato e afferma di avere già un piano di riserva. |                   |                  |
| 118 | 「連れ去られたガッシュ! 海の上の罠 ダルタニアン撃沈」 - tsure sara reta gasshu ! umi no ueno wana darutanian gekichin – "Il rapimento di Zatch" | 7 agosto 2005     | -                |
| 118 | Zatch, Ponygon e Tia vengono rapiti dal professor Dartegnan. Kiyo, Sunbeam e Megumi si impegnano quindi nel cercarli pensando voglia fare esperimenti su di loro ma in realtà vuole solo farli divertire poiché i loro partner non giocano mai con loro. |                   |                  |
| 119 | 「ティオの元気 ただ一人のパートナー 傷が癒える時」 - teio no genki tada hitori no patona kizu ga ie ru toki – "Megumi, la sola e unica partner!" | 14 agosto 2005    | -                |
| 119 | Megumi deve stare via per una settimana di duro lavoro e lascia quindi Tia a casa di Zatch. La giovane mamodo racconterà così a Zatch di come ha conosciuto Megumi e di come è nata la sua rivalità con Maruss (ex amico di Tia, che all'inizio dell'anime vuole eliminarla perché è assetato dalla voglia di diventare re) |                   |                  |
| 120 | 「見られてオヨヨヨ〜 ときめくモモン ティオ爆発!」 - mira rete oyoyoyo ~ tokimeku momon teio bakuhatsu ! – "Due nuovi compagni" | 21 agosto 2005    | -                |
| 120 | Zatch e Tia incontrano Elle Chivas, una suora che sta cercando un bambino con sembianze da coniglio e scimmia anche se Zatch capisce che si tratta di un mamodo perché vede il suo libro nella borsa della donna. Nel frattempo Kiyo salva proprio il mamodo, Momon, che stava annegando nel fiume. Tuttavia dopo essere stato salvato abbassa i pantaloni di Kiyo e lo getta nel fiume scatenando la sua ira. Una volta giunto a casa quindi obbliga Zatch a combatterci, cosa che fa spaventare Elle (lei e Momoni infatti non hanno mai combattuto e lei non conosce nemmeno i suoi incantesimi). All'improvviso Momon appare e i 4 lo inseguono per poi accorgersi che il mamodo sta correndo dietro Tia e le sta guardando le mutande, cosa che fa infuriare Tia ancora di più di Kiyo. Inizia così lo scontro tra Momon e Tia, favorito anche dall'appena arrivata Megumi. |                   |                  |
| 121 | 「目覚めよジェラシー 怒れる女神 チャージル・サイフォドン」 - mezame yo jierashi ikare ru megami chajiru . saifodon – "Chagiru Saifodon, il sesto incantesimo di Tia!" | 28 agosto 2005    | -                |
| 121 | Continua lo scontro tra Momon e Tia, che è sempre più infuriata perché Momon continua a guardare sotto la sua gonna e ha rubato le sue mutandine. Per di più Elle lancia gli incantesimi non sapendo che effetto procurino. Gli incantesimi infatti aiutano Momon a sbirciare sotto la gonna di Tia, come Ora Norogeo che permette a Momon di rallentare il tempo e poter vedere le mutande di Tia. L'ira accumulata nella battaglia permetterà a Tia di apprendere un nuovo incantesimo, Chagiru Saifodon, che consente a Tia di evocare una spada simile a Saifogeo ma con un volto sulla sommità. Tia è talmente infuriata che l'incantesimo cresce a livelli esponenziali e colpisce Momon. Al termine della battaglia Kiyo capisce che Momon ha la capacità di individuare la posizione degli altri mamodo (è grazie a questa abilità infatti che Momon non ha mai incontrato alcun mamodo) e quindi gli chiede di poter localizzare la struttura proveniente dal loro mondo, scomparsa dal luogo precedente, e il mamodo, anche se con riluttanza, accetta. |                   |                  |
| 122 | 「かぐや伝説 ガッシュの夏祭り 月へ帰った少女」 - kaguya densetsu gasshu no natsumatsuri gatsu he kaetta shōjo – "Kaguya, la ragazza che ritorna alla luna" | 4 settembre 2005  | -                |
| 122 | Zatch è euforico per il festival che ci sarà in città. Tuttavia, siccome vi è troppa folla, si perde e incontra una ragazza, Kaguya, che sembra si sia nascondendo da qualcuno. Insieme a Zatch riuscirà a divertirsi per tutta la sera anche se alla fine confessa a Zatch che gli uomini che la stanno cercando devono riportarla sulla luna, luogo dal quale proviene, ma lei non vuole perché desidera divertirsi come gli altri bambini. Zatch allora le promette che la difenderà ma alla fine Kaguya (che in realtà è la figlia di un uomo ricco e che quindi non ha la possibilità di divertirsi come gli altri bambini) lo ringrazierà per la bellissima serata e tornerà a casa. |                   |                  |
| 123 | 「唸れプライド バリーVSテッド 消えるのはどっち?」 - re puraido bari vs teddo kie runohadocchi ? – "Ted contro Bari" | 11 settembre 2005 | -                |
| 123 | Ted continua a viaggiare per trovare Cherish ma in una delle città in cui si ferma incontra Bari, dando inizio ad un duello esplosivo, che vede come protagonisti il sentimento di Ted e la forza di Bari. Alla fine nessuno dei due brucerà il libro dell'altro. |                   |                  |
| 124 | 「別れの予感 鈴芽の告白 愛と青春のハイキング」 - wakare no yokan suzu me no kokuhaku ai to seishun no – "Premonizione di separazione" | 18 settembre 2005 | -                |
| 124 | Suzy capisce che Kiyo sta per partire nuovamente e quindi durante un'escursione su una montagna, gli regala un portafortuna facendosi promettere da Kiyo che sarebbe tornato. Nel frattempo Riou recluta Wonrei come alleato, e quest'ultimo accetta. |                   |                  |
| 125 | 「非情なるリオウ 呪われし魔物 いざファウードへ」 - hijō naru riō norowa reshi mamono iza faudo he – "Riou senza cuore" | 25 settembre 2005 | -                |
| 125 | Kiyo ha mandato delle lettere ai suoi alleati per informarli che devono riunire le forze per scoprire cosa c'entri la strana struttura con il mondo dei mamodo. Tuttavia non riceve risposte da Wonrei e Li-Yen e invia il dottor Rebus per scoprire cosa sia successo. Il dottore conferma i dubbi di Kiyo: Wonrei e Li-Yen sono scomparsi. Tuttavia, afferma che gli abitanti della città hanno visto due strani tipi prima della loro scomparsa e manda un'immagine a Kiyo, che non può credere ai suoi occhi quando vede tale illustrazione: i due tipi sono Chita e Rodeaux. All'improvviso appare in camera di Kiyo uno spettro che spiega finalmente al ragazzo cosa sta succedendo: la strana struttura si chiama Faudo e un mamodo malvagio, Riou, sta cercando alleati molto forti affinché questi possano rompere il sigillo e far crollare la costruzione con i loro incantesimi. Inoltre spiega che alcuni partner umani sono stati maledetti da Riou, il quale, col potere del suo scettro, può imprimere un marchio su tale individuo maledicendolo e condannarlo ad una morte certa tra 4 giorni. Tra i compagni maledetti vi è anche Li-Yen e quindi Kiyo capisce che Wonrei si è alleato con Riou per impedire che Li-Yen muoia. Infatti la maledizione può essere spezzata solo se il sigillo di Faudo viene infranto tra 4 giorni. Dopo avere informato Kiyo lo spirito sparisce nel nulla e il ragazzo con il suo mamodo si apprestano ad incontrarsi con gli altri alleati all'aeroporto per riuscire a salvare Li-Yen in tempo. |                   |                  |
| 126 | 「戻れない旅 ゆれる決意 ファウードの正体!」 - modore nai tabi yureru ketsui faudo no shōtai! – "Un viaggio da cui non puoi più tornare" | 2 ottobre 2005    | -                |
| 126 | Kanchome è ancora scosso per quello che sa su Faudo ma Folgore riesce comunque a convincerlo a partire. Nel frattempo all'aeroporto Kiyo riesce a far capire a Momon (che non vuole svelare l'esatta posizione di Faudo) l'importanza di rivelare il posto dove si trova Faudo per riuscire a fermarlo in tempo. Il mamodo allora capisce e indica come luogo la Nuova Zelanda mentre Folgore e Kanchome approdano a Mochinoki. |                   |                  |
| 127 | 「ファウード到着! 決死の突入 待っていた刺客」 - faudo tōchaku! kesshi no totsunyū matte ita shikaku – "Arrivati da Faudo" | 9 ottobre 2005    | -                |
| 127 | Apollo, con un elicottero, aiuta Kiyo a raggiungere la Nuova Zelanda. Durante il viaggio Kanchome svela finalmente quello che sa su Faudo: quando ha visto il balletto di Lady Susan ha notato una strana posizione con le braccia incrociate, guardando poi l'immagine della struttura ha capito che Faudo è un mamodo gigantesco con le braccia incrociate intrappolato in tale costruzione. La notizia sciocca e intimorisce tutti ma Kiyo riesce a rincoraggiarli. Nel frattempo Zaruchimu, un alleato di Riou che, come Momon, riesce a percepire la presenza di altri mamodo, informa Riou che sul posto stanno giungendo 8 mamodo (5 sono Zatch, Tia, Kanchome, Ponygon e Momon mentre gli altri sono Karudio con Sauza, Earth con Elly, che è stata maledetta da Riou, e Zeno con Dufort). Ciò intimorisce Riou che manda due suoi mamodo alleati, Keys e Buzarai, per fermarli. I due mamodo infatti pongono problemi al gruppo dei nostri che a malapena riesce a toccar terra. Tuttavia, nonostante tutti sopravvivono, vengono divisi in due gruppi: da un lato Tia, Megumi, Ponygon, Sunbeam ed Elle; dall'altro Zatch, Kiyo, Kanchome e Folgore che incontrano Keys e Buzarai, dando inizio alla battaglia. |                   |                  |
| 128 | 「キース・ブザライ 死の交響曲 さらばキャンチョメ」 - kisu . buzarai shino kōkyōkyoku saraba – "Il coraggio di Kanchome" | 16 ottobre 2005   | -                |
| 128 | Continua la battaglia tra Zatch e Kanchome contro Keys (i cui atteggiamenti sono molto simili a quelli di Victoream) e Buzarai. I due mamodo, però, sono troppo potenti e dopo che Folgore ha subito moltissimi danni tanto da non poter più stare in piedi, Zatch e Kiyo ordinano a Kanchome di fuggire e metterlo in salvo, anche perché i suoi incantesimi non sono molto utili. Kanchome però si ricorda di quando Kido fu sconfitto da Belgim E.C. (Kanchome pensa che per colpa dei suoi incantesimi Kido sia stato sconfitto) e per non perdere anche Zatch, dopo aver messo al riparo Folgore, decide di tornare a combattere. Nonostante non perda la sua tenacia, Kanchome viene sconfitto da Keys ma non prima che Folgore abbia pronunciato un nuovo incantesimo, Dima Buruk, che a quanto pare non ha alcun effetto. |                   |                  |
| 129 | 「奇跡の新呪文 ディマ・ブルク ぼくは弱虫じゃない!」 - kiseki no shin jumon deima . buruku bokuha yowamushi janai ! – "Dima Buruk, il nuovo incantesimo di Kanchome!" | 23 ottobre 2005   | -                |
| 129 | Dima Buruk si rivela un incantesimo in grado di creare cloni di Kanchome (il Kanchome distrutto dall'incantesimo di Keys era infatti solo un clone). Tuttavia, non ha l'effetto sperato in quanto i cloni scappano tutti via. Zatch e Kiyo, dopo che hanno recuperato le energie, decidono quindi di intervenire riuscendo a colpire Keys con Zagurzem. Dopo che la battaglia si mette male per i nostri, i cloni iniziano ad aiutare Folgore e Kanchome e, per qualche minuto, anche a sottomettere Keys, il cui partner Bern ha esaurito l'energia interiore. Zatch allora ne approfitta per attaccare Buzarai ma la sua compagna Kaazu riesce a respingerlo. Mentre Keys riesce ad eliminare altri 2 cloni, Kiyo si appresta a lanciare il Bao Zakeruga. |                   |                  |
| 130 | 「ブザライ猛攻 ディオガ対バオウ 逆転への連鎖」 - buzarai mōkō deioga tsui baō gyakuten heno rensa – "Bao contro Dioga" | 30 ottobre 2005   | -                |
| 130 | La battaglia continua. Lo scontro finale è tra il Dioga Gazuron di Buzarai e il Bao Zakeruga di Zatch, che Kiyo sa essere più debole ma verrà potenziato dallo Zagurzem che ha colpito Keys. Quest'ultimo però che aveva già capito le intenzioni di Kiyo si è posto dietro di lui. I cloni di Kanchome rimasti quindi si sacrificano per rallentare l'incantesimo di Buzarai. Ma di cloni ne è rimasto ancora uno che per paura si era nascosto sotto una roccia. Questo clone quindi afferra Keys e lo scaraventa avanti venendo inghiottito dal Bao Zakeruga che riesce anche a distruggere il Dioga Gazuron di Buzarai, venendo potenziato dallo Zagurzem, e bruciare il suo libro. Keys, invece, ha ormai esaurito le energie e si ritira dalla battaglia. Nel frattempo Tia e Ponygon vengono attaccati da Cherish ( la ragazza che Ted cerca) che però non si rivela molto abituata a combattere, venendo salvata da Wonrei che guarda freddamente Tia e gli altri. |                   |                  |
| 131 | 「王の覚悟 友か? 世界か? ガッシュの決断」 - ō no kakugo tomo ka? sekai ka? gasshu no ketsudan – "La scelta di Zatch" | 6 novembre 2005   | -                |
| 131 | Dopo la battaglia contro Keys e Buzarai, Zatch, Kiyo, Kanchome e Folgore incontrano Momon e si riuniscono insieme agli altri. In seguito incontrano un altro mamodo Riya, con il suo compagno Alishie che, poiché anche lui vuole fermare Riou, pone a Zatch una domanda, ossia se salvare Li-Yen ma condannare il mondo ad una morte certa o salvare il mondo e far morire Li-Yen. Zatch, all'inizio molto combattuto, decide che li salverà entrambi. Così i nostri, con l'aggiunta di un nuovo compagno si incamminano verso Faudo. |                   |                  |
| 132 | 「胃の中の試練 難問突破 ティンティンチャンス」 - i no nakano shiren nanmon toppa teinteinchansu – "Dentro il Faudo" | 13 novembre 2005  | -                |
| 132 | Sotto consiglio di Alishie, Kiyo e gli altri decidono di entrare dentro Faudo per trovare il modo di rispedirlo nel mondo dei mamodo (Kiyo infatti capisce che se Faudo è arrivato da quel mondo ci deve essere un modo per farlo tornare). Entrano così dalla bocca, dove incontrano una figura simile a Belgim E.C. che, attraverso una serie di domande, decide se far passare o no chi vuole procedere. Grazie all'intelligenza di Kiyo, tutti riescono a passare, ritrovandosi nell'intestino di Faudo, dove però sono state disseminata numerose trappole. |                   |                  |
| 133 | 「冷徹ザルチム 呪いの真実 立て! アリシエ」 - reitetsu zaruchimu noroi no shinjitsu tate ! arishie – "La verità sulla maledizione" | 20 novembre 2005  | -                |
| 133 | Il gruppo dei nostri si trova ancora nell'intestino mentre fugge da una trivella enorme. Kiyo però nota dei fori che, in qualche modo, rappresentano l'unica via di fuga. Alishie allora decide di sferrare un incantesimo per fermare per breve tempo la trivella e permettere così a tutti di passare attraverso i fori, ma mentre legge l'incantesimo si blocca. Nel frattempo Zaruchimu e Wonrei si dirigono nella stanza dove dovrebbero trovarsi i nostri, che cominciano a calare dai fori dell'intestino. Kiyo però rimprovera Alishie perché non ha pronunciato l'incantesimo (infatti solo grazie al Ora Norogeo di Momon sono riusciti a passare attraverso i fori) ma Zaruchimu li svela che in realtà Alishie è un alleato di Riou, o più precisamente è stato maledetto. Quest'ultimo infatti cade a terra sfinito mentre Wonrei cattura Tia, Megumi, Kanchome e Folgore ma all'improvviso Alishie si rialza e comincia a combattere contro Wonrei, senza Li-Yen, e Zaruchimu. |                   |                  |
| 134 | 「誰がために戦う ウォンレイとアリシエ 苦悩の決断」 - darega tameni tatakau uonrei to arishie kunō no ketsudan – "Decisi a soffrire" | 27 novembre 2005  | -                |
| 134 | Continua la battaglia tra Riya e Alishie contro Wonrei e Zaruchimu. Wonrei, però, comunica agli altri che lui si è schierato contro di loro solo per Li-Yen ed è per questo che è costretto a combattere per Riou. Nel frattempo Alishie ordina a Kiyo, Elle e Sunbeam di fuggire attraverso i vasi sanguigni di Faudo. Così dopo che anche Alishie viene catturato, Zaruchimu scopre che gli altri 3 invece sono riusciti a scappare. |                   |                  |
| 135 | 「ファウード決死圏 心臓打つ魔物 モモンの涙」 - faudo kesshi ken shinzō utsu mamono momon no namida – "Le lacrime di Momon" | 4 dicembre 2005   | -                |
| 136 | 「迫るファウード復活 帰還装置始動 立ちふさがるライバル」 - semaru faudo fukkatsu kikan sōchi shidō tachi fusagaru raibaru – "Le rivalità bloccano il passaggio" | 11 dicembre 2005  | -                |
| 137 | 「呪いのタイムリミット 封印を砕け! 届けガッシュの想い」 - noroi no taimurimitto fūin wo kudake ! todoke gasshu no omoi – "La distruzione del Sigillo!" | 18 dicembre 2005  | -                |
| 138 | 「魔導巨兵ファウード 絶望の中の光 清麿の秘策」 - madō kyo hei faudo zetsubō no nakano hikari kiyoshi maro no hisaku – "Faudo, Il mamodo gigante!" | 25 dicembre 2005  | -                |
| 139 | 「脳を目指せ! 爆走ファウード 必死の再突入」 - nō wo mezase ! bakusō faudo hisshi no sai totsunyū – "Rientro disperato" | 8 gennaio 2006    | -                |
| 140 | 「王にはなれぬ者 決死! ウォンレイ 最後の鉄拳」 - ō nihanarenu mono kesshi ! Uonrei saigo no tekken – "Li Yen, ti proteggerò per sempre!" | 15 gennaio 2006   | -                |
| 141 | 「燃えろウマゴン 氷結カルディオ 勝利へ走れ!!」 - moe ro Umagon hyōketsu Karudeio shōri he hashire !! – "Karudio e Ponygon fanno squadra" | 22 gennaio 2006   | -                |
| 142 | 「閉ざされた部屋 アリシエの戦 因縁再び」 - toza sareta heya Arishie no sen innen futatabi – "La stanza sigillata" | 29 gennaio 2006   | -                |
| 143 | 「命を燃やせ 戦人アリシエ 決着!? ザルチム」 - inochi wo moya se sen nin Arishie kecchaku !? Zaruchimu – "Il guerriero Alishie" | 5 febbraio 2006   | -                |
| 144 | 「ぼくらは王様 キャンチョメとモモン 倒せキース!」 - bokuraha ōsama Kyanchome to Momon taose kisu ! – "Siamo noi i Re!" | 12 febbraio 2006  | -                |
| 145 | 「届かない叫び テッドvsチェリッシュ 王より大切なもの」 - todoka nai sakebi Teddo vs Chierisshu ō yori taisetsu mamono – "Ted contro Cherish" | 19 febbraio 2006  | -                |
| 146 | 「ファウードの守護者 アースからガッシュへ 託される未来」 - Faudo no shugosha Asu kara Gasshu he takusa reru mirai – "L'addio di Earth" | 26 febbraio 2006  | -                |
| 147 | 「反転する未来 雷帝ゼオン 破滅への序曲」 - hanten suru mirai raitei Zeon hametsu heno jokyoku – "L'imperatore del fulmine Zeno!" | 5 marzo 2006      | -                |
| 148 | 「怒涛ゼオン 二つの宿命 ガッシュの秘密」 - dotō Zeon futatsu no shukumei Gasshu no himitsu – "Due diversi destini" | 12 marzo 2006     | -                |
| 149 | 「バオウを継ぐもの ガッシュVSゼオン ジカディラスの雷」 - baō wo tsugu mono Gasshu vs Zeon Jigadirasu no kaminari – "Zatch contro Zeno" | 26 marzo 2006     | -                |
| 150 | 「決戦!ファウード 金色の輝き やさしい王様（最終回）」 - kessen ! faudo kin'iro no kagayaki yasashii ōsama (saishūkai) – "La battaglia finale contro il Faudo" | 26 marzo 2006     | -                |
| 150 | Inizia l'incontro finale tra Zatch e Zeno. Entrambi usano i loro incantesimi più potenti: Zeno il Jigadirasu Uru Zakeruga e Zatch il suo Bao Zakeruga. L'incontro vedrà vincitore Zatch, che riuscirà a bruciare il libro del fratello, ma Zeno romperà il gioiello che controlla Faudo, mandandolo fuori controllo. La situazione è disperata: Faudo è fuori controllo ed è sempre più vicino al Giappone e nemmeno l'energia di tutti mamodo riuscirebbe a bloccarlo. Quindi Kiyo pensa di usare l'energia del loro nuovo libro d'oro per fermare Faudo. Quando oramai non mancano che pochi secondi all'arrivo di Faudo in Giappone, si intravedono sulla spiaggia di Mochinoki Brago e Sherry, che ritarderanno Faudo con il loro più potente Baberuga Gravidon, dopo di che se ne andranno; a quel punto toccherà a Zatch e Kiyo che useranno il più potente e il più spettacolare dei "Bao Zakeruga", riuscendo a distruggere Faudo e a salvare il Giappone e il mondo intero. L'episodio e l'anime si conclude con la battaglia tra Zatch e Brago che useranno rispettivamente lo "Zakeruga" e il "Gigano Reis". |                   |                  |